# Tangzha (köpinghuvudort i Kina, Jiangsu Sheng, lat 32,06, long 120,80)
Tangzha (kinesiska: 唐闸, 唐闸镇, 唐闸镇街道) är en köpinghuvudort i Kina. Den ligger i provinsen Jiangsu, i den östra delen av landet, omkring 190 kilometer öster om provinshuvudstaden Nanjing. Antalet invånare är 58 401. Befolkningen består av 28 475 kvinnor och 29 926 män. Barn under 15 år utgör 9,0 %, vuxna 15-64 år 79 %, och äldre över 65 år 11,0 %.
Runt Tangzha är det mycket tätbefolkat, med 3 022 invånare per kvadratkilometer. Närmaste större samhälle är Nantong, 7,6 km sydost om Tangzha. Trakten runt Tangzha består till största delen av jordbruksmark.
Genomsnittlig årsnederbörd är 1 284 millimeter. Den regnigaste månaden är juli, med i genomsnitt 239 mm nederbörd, och den torraste är januari, med 34 mm nederbörd.